# پیمان (فیلم مستند ۲۰۰۶)
«پیمان» (انگلیسی: The Pact) یک فیلم مستند بلند به کارگردانی و تهیه‌کنندگی آندریا کالین است که توسط کنسرسیوم برنامه‌نویسی ملی سیاه ارائه شد و از تلویزیون عمومی پخش شد و درباره سه دوست دوران کودکی خود از نیوجرسی است که برای کمک به همدیگر در مدرسه، فارغ‌التحصیل، پیمان می‌بندند. و همه با موفقیت پزشک می‌شوند. این سه مرد اکنون به عنوان سخنرانان انگیزشی شناخته می‌شوند.